# Кјоти Супериори (Торино)
Кјоти Супериори је насеље у Италији у округу Торино, региону Пијемонт.
Према процени из 2011. у насељу је живело 69 становника. Насеље се налази на надморској висини од 727 м.